# Nigrita fusconotus
La nigrita petto bianco (Nigrita fusconotus Fraser, 1843) è un uccello passeriforme della famiglia degli Estrildidi.

## Descrizione

### Dimensioni
Misura fino a 15 cm di lunghezza, per un peso di 8-11 grammi.

### Aspetto
Gola, petto, ventre e sottocoda sono di colore bianco, mentre fronte, vertice e nuca sono neri con riflessi metallici bluastri, così come nere sono le copritrici alari e la coda, mentre il resto dell'ala, il dorso ed il codione sono bruni. Il becco è nero, gli occhi sono bruno-rossicci, le zampe sono di colore carnicino-grigiastro.

## Biologia
Si tratta di uccelli diurni, che vivono da soli, in coppie o in piccoli gruppi familiari che contano al massimo una decina d'individui: essi passano la maggior parte della giornata fra le chiome degli alberi, tenendosi in contatto fra loro tramite una varietà di richiami, i quali hanno la peculiarità di mostrare differenze regionali anche significative.

### Alimentazione
Si tratta di uccelli prevalentemente frugivori e insettivori, che sporadicamente si nutrono anche di piccoli semi e germogli.

### Riproduzione
La stagione riproduttiva coincide generalmente con la seconda metà della stagione delle piogge; ambedue i sessi collaborano alla costruzione del nido, che è una struttura sferica con ingresso laterale, edificata intrecciando fili d'erba secca, rametti e corteccia e posizionata a 6–10 m dal suolo. Generalmente si trovano 2-4 nidi per chilometro quadrato, tuttavia in alcune zone dell'areale occupato da questi uccelli è possibile osservare una densità anche doppia di coppie nidificanti per chilometro quadrato.

## Distribuzione e habitat
La nigrita petto bianco abita un'ampia area dell'Africa centro-occidentale, che comprende la Guinea sud-orientale  e la Congo occidentale, e ad est fino al Kenya occidentale, dove peraltro questa specie è stata finora osservata solo nella Riserva Nazionale della Foresta di Kakamega.
Lhabitat di questi uccelli è rappresentato dalle aree pianeggianti a folta copertura arborea, sia essa rappresentata dalla foresta pluviale, da piantagioni di alberi da frutta o di cacao, dalla savana alberata o da aree di foresta secondaria con radure cespugliose.

## Tassonomia
Se ne riconoscono due sottospecie:
- Nigrita fusconotus fusconotus, la sottospecie nominale, diffusa nella porzione orientale dell'areale occupato dalla specie, dalla Nigeria sud-orientale al Kenya occidentale;
- Nigrita fusconotus uropygialis Sharpe, 1869, diffusa in Guinea;

La sottospecie uropygialis è caratterizzata da una colorazione più chiara del dorso.